# 槇瑛人
槇 瑛人（まき えいと、2000年10月18日 - ）は、ジャパンラグビーリーグワン静岡ブルーレヴズに所属するラグビー選手。

## プロフィール
- 岡山県出身[1]。
- ポジションはウィング(WTB)。
- 身長 176 cm、体重 88 kg
- U17日本代表に選ばれたことがある。

## 来歴
5歳からラグビーを始めた。
2019年、国学院久我山高校卒業後、早稲田大学に入る。なお国学院久我山高校時代、高校日本代表に選ばれたことがある。
2023年1月、アーリーエントリーで静岡ブルーレヴズに加入。同年2月19日に行われたJAPAN RUGBY LEAGUE ONE第8節コベルコ神戸スティーラーズ戦にて途中出場でリーグワン公式戦初出場を果たした。なおリーグワンDivision 1所属チームのアーリーエントリー選手としてはリーグワン出場第1号となった。同年3月、早稲田大学卒業。